# Цветана Божурина
Цветана Божурина е българска волейболистка.

## Биография
Родена на 13 юни 1952 г. в Перник. Завършва ПТГ „Юрий Гагарин“ и право в СУ „Климент Охридски“.
От 1983 г. живее в Италия. Омъжена е за Сандро Филипини, който е журналист в един от най-авторитетните италиански спортни ежедневници „Гадзета дело спорт“ (Gazetta dello Sport). През 2006 година участва в направата на осем сериен документален филм за промените в България след падането на желязната завеса. Името на филма е „A est di dove?“ с режисьор Fredo Valla.
Треньор е на сестри Янчулеви на олимпийските игри в Атина.
Почетен гражданин на Перник от 19 октомври 2005 г. 
В края на 2007, заедно със съпруга ѝ доведоха в България големят алпинист Райнхолд Меснер.

## Кариера
Започва да се занимава с волейбол на 15 години. На следващата година Никола Тасков я привлича в женския състав на Миньор (Перник) с когото през сезона 1975-1976 г. печели сребърен медал. Следват 4 години в Академик (София) и 5 години в ЦСКА (София) с когото още първата година печели шампионската титла на България. С ЦСКА печели Купата на европейските шампиони и Купата на носителите на национални купи. На 30 години преминава в Равена (Италия) за когото се състезава 6 години.
През 1988 г. започва треньорска кариера в Италия в продължение на 5 години.

## Постижения
- Бронзова медалистка от Олимпиадата в Москва[4];
- Европейска шампионка от 1981 година в София[5];
- Бронзова медалистка от Европейското първенство през 1979 г.;
- Носителка на Купата на шампионите от 1979 г.;
- Носителка на Купата на националните купи от 1981 г.;
- Три пъти шампионка на България по волейбол;
- Три пъти шампионка на Италия по волейбол.